# Comando carabinieri Banca d'Italia
Il Comando carabinieri Banca d'Italia è il reparto dell'Arma dei Carabinieri preposto ai servizi di vigilanza e sicurezza delle sedi della Banca d'Italia, nonché al trasporto dei valori in condizioni di massima sicurezza per conto della stessa.
Il Comando, con sede a Roma in Piazza dell'Indipendenza 4, dipende dalla Divisione Unità Specializzate carabinieri, a sua volta inquadrata nel Comando delle unità mobili e specializzate carabinieri "Palidoro".

## Storia
Il Comando carabinieri Banca d'Italia fu istituito il 1º maggio 1982, grazie alla legge del 26 gennaio 1982 n.21, che autorizzava il Ministro della Difesa a stipulare una convenzione con il governatore della Banca d'Italia per l'impiego di militari dell'Arma dei Carabinieri in servizi di vigilanza e sicurezza presso le sedi dell'istituto di emissione, nonché per la scorta dei valori.
La struttura prevedeva un comando con sede a Roma (alle dipendenze dell'allora 2ª Divisione "Podgora"), due Ispettorati (uno per il Nord, con sede a Piacenza ed uno per il Centro-Sud, con sede a Roma), due compagnie e delle aliquote di militari per i servizi presso gli uffici periferici della Banca d'Italia, inquadrate nell'organizzazione territoriale.
Il 1º settembre 1983, il reparto passò alle dipendenze della Divisione Scuole e Unità Speciali e furono costituiti, a livello provinciale, 93 nuclei alle dirette dipendenze delle Compagnie dell'organizzazione territoriale.
Il 19 ottobre 1992 venne istituito il Nucleo operativo antifalsificazione monetaria e posto alle dirette dipendenze del Comando carabinieri Banca d'Italia fino al 15 giugno 1999, quando se ne distaccò. assumendo l'attuale denominazione di Comando carabinieri antifalsificazione monetaria, alle dipendenze della 12ª Brigata.
Nel tempo, il Comando carabinieri Banca d'Italia ha modificato più volte la sua fisionomia adeguandosi sia all'evoluzione della Banca d'Italia, sia a quelle del Corpo di appartenenza.

## Struttura
Il Comando carabinieri Banca d'Italia all'atto della sua costituzione era articolato in:
- due ispettorati, con funzioni di indirizzo e di consulenza tecnica per i Nuclei provinciali:
  - Nord, organizzato su una compagnia con sede a Piacenza;
  - Centro-Sud organizzato su due compagnie con sede a Roma ed a Roma-Vermicino;
- 93 nuclei provinciali, che garantivano la sicurezza delle filiali territoriali della Banca d'Italia.

Attualmente, è strutturato su:
- un Ufficio Comando, articolato su tre Sezioni (Sezione Segreteria e Personale, Sezione Operazioni e Logistica e Sezione Analisi) e una Centrale Operativa;
- un Reparto Scorte Valori (su 4 Nuclei scorte e una Sezione Vigilanza per la sede);
- tre Ispettorati (Nord – con sede a Piacenza, Centro – con sede a Roma e Sud – con sede a Bari) che si ripartiscono il territorio nazionale per sviluppare il controllo funzionale sui Nuclei Vigilanza (tutti ordinativamente dipendenti dalle Compagnie CC territoriali tranne quelli in sede di Ispettorato).

La Capitale, data la presenza di più sedi della Banca da proteggere, ha un’organizzazione a sé stante: l’Ispettorato Centro ha alle dipendenze anche una Compagnia CC Banca d’Italia (articolata su tre Sezioni di Vigilanza) che proteggono le sedi strategiche della Capitale a partire dal Palazzo Koch, in via Nazionale.

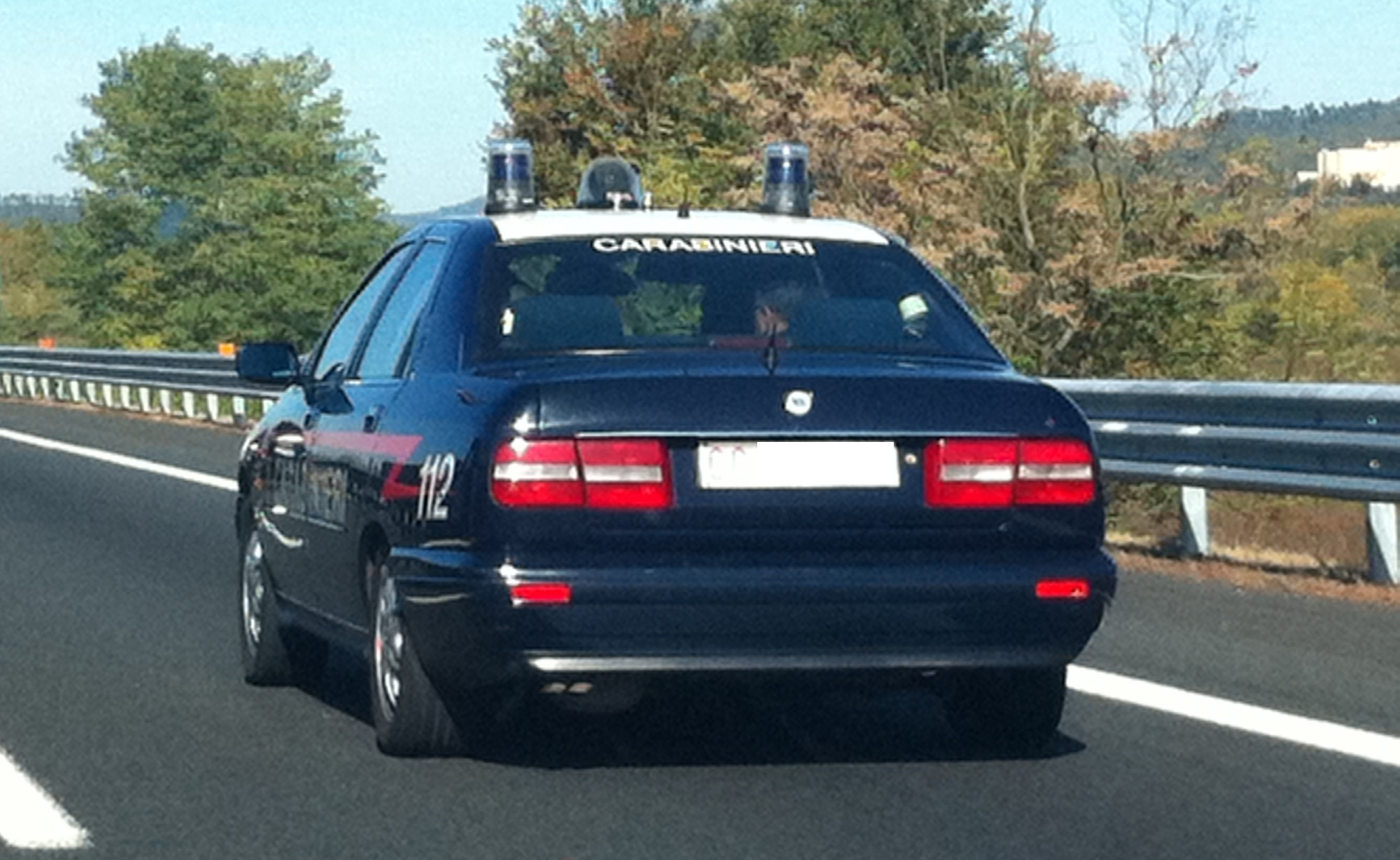
Lancia K del Comando carabinieri Banca d'Italia.

## Mezzi in dotazione
Il Comando carabinieri Banca d'Italia - Reparto Scorte - ha sempre avuto in dotazione esclusiva veicoli blindati al massimo livello per il servizio scorta del trasporto valori, eseguito con camion speciali che, a loro volta, dispongono di blindatura di ultima generazione.
In passato, ha avuto in dotazione le Lancia K, le Fiat Croma e i fuoristrada Nissan Pathfinder III serie, con blindatura, dotazioni speciali e con la livrea dell'Arma dei carabinieri.